# Club de Fútbol Borriol
El Club de Fútbol Borriol es un club de fútbol perteneciente al municipio de Borriol (Castellón) España. Fue fundado en 1952 y en la temporada 2021/22 juega en la Lliga Tercera FFCV
El club, que siempre ha militado en las categorías regionales del fútbol autonómico, consiguió al finalizar la temporada 2009/10 proclamarse campeón de su grupo y ascender por primera vez en su historia a una categoría nacional de fútbol español; manteniéndose en esta última durante cuatro campañas consecutivas, hasta su descenso a regional en la temporada 2013/14.

## Uniforme
- Uniforme titular: Camiseta roja, pantalón azul y medias azules.

## Estadio
El C.F. Borriol juega sus partidos en el campo municipal El Palmar, que debido a su militancia en la Tercera División, tuvo que hacer una remodelación para poder disputar sus partidos en casa, cosa que se produjo a comienzos de la temporada 2011/12 y en el que destaca la implantación de césped artificial de última generación.

## Datos del club
- Temporadas en 1.ª:  0
- Temporadas en 2.ª:  0
- Temporadas en 2.ªB:  0
- Temporadas en 3.ª:  7
- Mejor puesto en la liga: 5.º (3.ª División: temporada 2010/11)

## Trayectoria
| Temporada     | Categoría     | Puesto | Copa del Rey | Copa Federación |
| ------------- | ------------- | ------ | ------------ | --------------- |
| 1952- 2009/10 | D. Regionales | —      | -            |                 |
| 2010/11       | 3.ª División  | 5.º    | -            |                 |
| 2011/12       | 3.ª División  | 12.º   | -            |                 |
| 2012/13       | 3.ª División  | 8.º    | -            |                 |
| 2013/14       | 3.ª División  | 18.º   | -            |                 |
| 2014/15       | D. Regionales | 1.º    | -            |                 |
| 2015/16       | 3.ª División  |        | -            |                 |